# Ho amici in Paradiso
Ho amici in Paradiso è un film del 2016 diretto da Fabrizio Maria Cortese alla sua seconda regia cinematografica.

## Trama
Felice Castriota è un commercialista salentino impulsivo e superficiale. È colto in flagrante a riciclare soldi della malavita ma in cambio di informazioni su U Pacciu, un noto malavitoso locale, evita la galera e viene affidato ai servizi sociali. Assegnato alla Casa San Giuseppe, dell'opera Don Guanella di Roma, il protagonista si trova ad avere a che fare con persone fisicamente menomate e in condizioni intellettive anche gravi. Aiutato da Giulia, giovane psicologa del centro, Felice supera i problemi iniziali e per la prima volta inizia a sentirsi parte di una grande famiglia. Ma il passato torna a fare i conti con il protagonista quando si trova a dover fronteggiare la minaccia di U Pacciu, uscito di prigione in libertà vigilata ma deciso a vendicarsi.

## Produzione
L'idea del film nasce nel 2014, durante un corso di recitazione tenuto da Fabrizio Maria Cortese al Don Guanella di via Aurelia Antica a Roma nello stesso periodo in cui la locale comunità dei Servi della carità (i sacerdoti guanelliani) è alla ricerca di un'idea per celebrare il centenario della morte di san Luigi Guanella. Scartate le idee di un documentario e di un film biografico sulla vita del santo a prevalere è l'intenzione di scrivere una storia che vada oltre l'ambito religioso, dove Casa San Giuseppe diventa non una scenografia ma la vera protagonista del film assieme ai suoi ospiti. Sotto la spinta della comunità religiosa, che preme per far rivivere lo spirito di Don Guanella e mostrarlo "vivo" agli occhi del pubblico Cortese sviluppa un soggetto che possa far riflettere il pubblico divertendolo con una commedia dove scorre la vita quotidiana del centro e dei suoi ospiti. "La storia del film", ha dichiarato il regista, "tocca il tema della disabilità in chiave tragicomica. Spero che il cinema possa sempre affrontare queste tematiche con ironia; queste persone hanno bisogno di sorridere e noi di riflettere; il loro mondo è stare con gli altri e loro rappresentano una risorsa, una vera risorsa per la comunità."

## Critica
(Maria Grazia Bosu, ccodelcinema.com)
(Daniela Catelli, comingsoon.it)